# Uwe Döring
Uwe Döring, né le 27 juin 1946, est un homme politique allemand qui appartient au Parti social-démocrate d'Allemagne (SPD).
Après avoir mené, pendant vingt ans, une carrière de fonctionnaire dans divers ministères régionaux du Schleswig-Holstein, il est élu député au Landtag en 1996 puis devient deux ans plus tard secrétaire d'État du ministère régional des Finances. Lorsque le chrétien-démocrate Peter Harry Carstensen est contraint de former une grande coalition en 2005, il est nommé ministre de la Justice et du Travail, un poste qu'il occupe jusqu'à la rupture de l'alliance, en 2009.

## Éléments personnels

### Formation et carrière
Il passe son Abitur en 1967 à Hambourg, puis accomplit pendant un an son service militaire dans la Bundeswehr, après quoi il suit, de 1969 à 1971, une formation de fonctionnaire à Hambourg. Dès la fin de son cursus, il entre au cabinet du président de l'université de Hambourg où il exerce diverses activités dans le domaine de la planification jusqu'en 1975.
Il intègre ensuite le ministère de l'Éducation du Schleswig-Holstein, où il occupera notamment le poste de secrétaire pour les questions politiques concernant les technologies de l'information. Promu dans la haute fonction publique (de) en 1990, il est aussitôt muté au ministère régional de l'Intérieur, avant de rejoindre, deux ans plus tard, le ministère régional de l'Alimentation, de l'Agriculture, des Forêts et de la Pêche pour y devenir chef de la direction du Budget. Il démissionne en 1996.

## Parcours politique

### Vie militante
Il adhère au Parti social-démocrate d'Allemagne (SPD) en 1967, et prend la présidence du parti dans le quartier Tungendorf de Neumünster en 1983. Il y renonce en 1991, est porté à la tête du SPD de la ville-arrondissement de Neumünster en 1999 pour six ans, et devient en 2003 président du conseil régional de la fédération du Schleswig-Holstein, un poste qu'il quitte en 2007.

### Activité institutionnelle
En 1986, il est élu membre du conseil municipal de Neumünster, au sein duquel il préside le groupe social-démocrate à partir de 1991. Élu député régional au Landtag du Schleswig-Holstein dans la circonscription de Neumünster lors des élections régionales de 1996, il démissionne de tous ses mandats électifs deux ans plus tard, du fait de sa nomination à un poste de secrétaire d'État au ministère régional des Finances et de l'Énergie le 1er décembre 1998.
Le 27 avril 2005, Uwe Döring est nommé ministre régional de la Justice, du Travail et des Affaires européennes dans la grande coalition formée et conduite par le nouveau ministre-président chrétien-démocrate Peter Harry Carstensen. Lorsqu'un jeune détenu a été maltraité pendant plusieurs jours par plusieurs gardiens dans une institution pénitentiaire pour jeunes en février 2007, il a répondu que « Les institutions pour jeunes ne sont pas une colonie de vacances ».
À la suite de la rupture de l'alliance au pouvoir, il est démis de ses fonctions le 21 juillet 2009 par Carstensen, qui prend l'intérim de son portefeuille, et décide alors de se retirer de la vie politique. Il tente un retour le 9 avril 2011, lors du congrès régional du SPD, en se présentant contre le président sortant Ralf Stegner, mais échoue à le remplacer en n'obtenant que 36,3 % des suffrages exprimés.